# Ziemia Obiecana
Terra Prometida (em polonês/polaco:  Ziemia Obiecana) é um romance do escritor polaco e prémio Nobel de Literatura Władysław Reymont publicado pela primeira vez como livro em 1898 em Varsóvia quando a Polónia se encontrava sob jugo estrangeiro. É considerada uma das suas principais obras a seguir à epopeia popular Chłopi. Terra Prometida foi publicado originalmente em folhetim pelo jornal diário Kurier Codzienny em língua polaca na cidade industrial de Łódź nos anos 1897-1898.
Passado em Łódź,  Terra Prometida conta a história de três jovens amigos rudes empresários da indústria, um polaco, um alemão, e um judeu, que se esforçam para construir a sua própria fábrica no mundo impiedoso da exploração do trabalho do final do século XIX. O romance de Reymont retrata de forma expressiva a rápida industrialização de Łódź e dos seus efeitos cruéis sobre os trabalhadores e os proprietários das fábricas.
Terra Prometida, possivelmente o romance mais conhecido de Reymont, é um panorama social da cidade de Łódź durante a revolução industrial, repleta de detalhes dramáticos, apresentada como uma arena da luta pela sobrevivência. No romance, a cidade destrói aqueles que aceitam as regras da “caça ao rato”, bem como aqueles que não as aceitam. A gangrena moral afeta igualmente os três personagens principais, um alemão, um judeu e um polaco. Esta visão sombria do cinismo, ilustrando as qualidades animalescas dos homens e a lei da selva, onde a ética, as ideias nobres e os sentimentos religiosos se viram contra aqueles que nelas acreditam, são, como o autor considerou, ao mesmo tempo uma denúncia da industrialização e da aglomeração populacional
Reymont escreve: 
“Por essa “terra prometida” - por esse tumor - as aldeias ficavam desertas, as florestas morriam, a terra era exaurida dos seus tesouros, os rios secavam, nasciam pessoas. E tudo sugou para si. E nas suas mandíbulas poderosas trincou e chupou pessoas e coisas, céu e terra, dando em contrapartida milhões inúteis a um punhado de gente, e fome e sofrimento a uma multidão imensa."
Terra Prometida foi traduzido pelo menos em 15 línguas e teve duas adaptações para filme, sendo uma de 1975 do realizador Andrzej Wajda.

## Resumo do enredo
Karol Borowiecki, um nobre polaco, é o engenheiro chefe na fábrica têxtil Bucholz. Com a ajuda dos seus amigos, Max Baum, um alemão que é o herdeiro de uma velha manufatura de teares, e Moritz Welt, um homem de negócios independente judeu, embarcam na construção de raiz da sua própria fábrica de têxteis. O caso de Borowiecki com Lucy Zucker, esposa de um outro magnata dos têxteis, dá-lhe informação prévia de uma mudança da pauta alfandegária do algodão e ajuda Welt a ganhar imenso no mercado de futuros. Mas é necessário mais dinheiro, e assim todos os três personagens põem de lado o seu orgulho para angariar o capital necessário. 
No dia da abertura da fábrica, Borowiecki tem que negar o seu caso com esposa de Zucker a um marido ciumento. Mas quando Borowiecki acompanha Lucy no seu exílio para Berlim, Zucker aparentemente concretiza a sua vingança queimando a fábrica  dos três sócios que não tinha seguro.

## Adaptações para filme ou televisão
- Ziemia obiecana, (Terra Prometida), filme de 1927 dirigido por Zbigniew Gniazdowski.[1]
- Ziemia obiecana, (Terra Prometida), filme de 1975 dirigido por Andrzej Wajda.[2]
- Ziemia obiecana, (Terra Prometida), 1978, série televisiva